# 방송국의 시간을 팝니다
《방송국의 시간을 팝니다》는 2015년 12월 10일부터 2016년 1월 28일까지 tvN에서 방송된 텔레비전 버라이어티 프로그램이다. 장동민, 유세윤, 이상민, 유재환이 출연하여 각자 원하는 방식의 포맷으로 프로그램을 진행한다는 방식이다. 약칭은 방시팝이다. 슈퍼맨이 돌아왔다 방영목록
12월 31일 방송된 4회에는 생방송으로 이루어졌다.

## 쿠세스타
《쿠세스타》는 유세윤이 기획한 프로그램으로, 본래 유튜브에서 진행한 쿠세스타라는 오디션 프로그램의 텔레비전판이다. 쿠세는 일본어로 버릇, 습관이라는 뜻으로 가요계에 남은 일본어 잔재로 창법을 말하는 듯하다.

## 장동민의 승부욕
《장동민의 승부욕》은 장동민이 기획한 프로그램으로, 남자 연예인 (유상무, 한정수, 김보성, 이종수, 엘조)의 승부욕을 겨루는 프로그램이다.

## 더 지니어스: 외전
《더 지니어스: 외전》은 이상민이 기획한 프로그램으로, 《더 지니어스》의 외전격 프로그램이다.

## 옥상 표류기
《옥상 표류기》는 장동민이 기획한 프로그램으로, 기획 취지는 극한상황(산골짜기,무인도)에서 생존을 하는 취지였으나 이에 제작진은 옥상에서 24시 생존하는 컨텐츠로 구성하여 휴대전화와 지갑, 개인 소지품은 압수되며 오로지 공중전화와 생존 주머니 키트(500원 동전, 포도당 3알, 생수 1통, 핫팩 2개)만 가지고 생존해야 한다. 카메라 앞에 경광등을 흔들면 포기하는 것으로, 장동민의 기획이 무산으로 돌아가는 극한 생존 프로그램이다.

## 유재환의 피처링 중매
《유재환의 피처링 중매》는 유재환이 기획한 프로그램으로, 소속사 나이 다 상관없이 오로지 가수끼리 모여 피처링을 하여 녹음을 하고 12월 31일에 생방송 공연하는 프로그램이다.

## 너의 성대가 보여
《너의 성대가 보여》는 이상민이 기획한 프로그램으로 스타 목소리를 똑같이 흉내 낼 수 있는 성대모사 능력자를 찾는 프로그램이다.

## 낭만은 죽었다
《낭만은 죽었다》는 유세윤이 기획한 프로그램이다. 낭만을 오글거림이나 중2병을 비유하는 세상에서 낭만을 되찾아보자는 취지의 프로그램이다.

## 일일 남친
《일일 남친》는 유재환이 기획한 프로그램이다. 솔로들의 기대감을 충족시키기위하여 일일 남친이 되보자는 취지의 프로그램이다.

## 전설의 주먹
《전설의 주먹》은 장동민이 기획한 프로그램이다. 《무한도전》-식스맨에서 장동민이 언급한 프로젝트로 연예계에서 주먹으로 유명한 사람들 16명을 모아 16강전으로 치러지는 토너먼트 프로그램이다. 너튜브 방송국

## 시청률
| 회차 | 방송일자         | AGB시청률 | TNmS시청률 |
| ---- | ---------------- | --------- | ---------- |
| 1화  | 2015년 12월 10일 | 1.189%    | 0.6%       |
| 2화  | 2015년 12월 17일 | 0.872%    | 0.4%       |
| 3화  | 2015년 12월 24일 | 0.895%    | 0.7%       |
| 4화  | 2015년 12월 31일 | 0.569%    | 0.4%       |
| 5화  | 2016년 1월 7일   | 2.2%      | 0.7%       |
| 6화  | 2016년 1월 14일  | 0.963%    | 0.8%       |
| 7화  | 2016년 1월 21일  | 0.981%    | %          |
| 8화  | 2016년 1월 28일  | 0.785%    | %          |